# 新藤享弘
新藤 享弘（しんどう たかひろ、1932年〈昭和7年〉9月3日 - 2020年〈令和2年〉12月19日）は、日本の政治家。元大宮市長（第16代  - 第18代〈最終〉）。中央大学商学部卒業。埼玉県北足立郡大宮町（現：さいたま市）出身。父は元埼玉県議会議長を務めた新藤元吉。

## 略歴
大宮市の助役、市長を務めていた1980年代から90年代にかけては、JR東日本、ルミネ等と協力し大宮駅の利便性向上に貢献した。また、大宮市長選挙に初の立候補をした時から、政令指定都市移行をいち早く打ち出した。まんが「大宮の歴史」 などの書籍を刊行し、大宮市のPRと活性化に尽力。また同市は財政の緊縮を進め、地方交付税不交付団体となった。2001年に大宮市がさいたま市の設置に伴い廃止され、市長選にも敗北したことから政界引退した。
- 1932年（昭和7年）9月 - 北足立郡大宮町に生まれる。
- 1951年（昭和26年）3月 - 埼玉県立浦和高等学校卒業。
- 1956年（昭和31年）3月 - 中央大学商学部卒業、大宮市役所入職。
- 1978年（昭和53年）4月 - 企画、広報の課長を経て秘書課長に就任。テレビ広報の導入など市民広報の充実を進める。
- 1985年（昭和60年）3月 - 秘書企画室長に就任。東北・上越新幹線の開業による大宮駅西口の再開発事業を推進し、大宮ソニックシティなどが建設された。
- 1988年（昭和63年）7月 - 大宮市助役に就任。
- 1990年（平成2年）8月 - 大宮市長馬橋隆二の後継指名を受け、大宮市長選挙に立候補し初当選、第16代大宮市長に就任。以来さいたま市発足までの3期11年、市長を務める。
- 2001年（平成13年）5月 - さいたま市長選挙に立候補し落選。政界を引退する。
- 2003年（平成15年）4月 - さいたま市より「さいたま市名誉市民」として顕彰される。
- 2020年（令和2年）12月19日 - 死去[4]。88歳没。